# Ekaterina Andriouchina
Ekaterina Sergueïevna Andriouchina (en russe : Екатерина Сергеевна Андрюшина, Jekaterina Sergejevna Andrjušina), née le 17 août 1985 à Moscou, est une ancienne joueuse internationale russe de handball. Elle évoluait au poste d'arrière droite et entraîne aujourd'hui le club de Metz Handball et les Pays-Bas en tant qu'adjointe d'Emmanuel Mayonnade.

## Carrière
Elle est considérée comme une des plus grandes joueuses de handball russe, avec notamment deux titres de championne du monde, en 2007 et 2009 avec la Russie, et une victoire en Ligue des Champions, en 2008 avec Zvezda Zvenigorod. En 2008, à l'occasion de la médaille d'argent aux Jeux olympiques de Pékin, elle reçoit la médaille de l'Ordre du Mérite, pour services rendus à la patrie. 
À l’arrêt depuis un an en raison d’un problème cartilagineux à un genou, elle signe en juin 2011 au Metz Handball, avec l'espoir de pouvoir reprendre le handball. 
À compter de la saison 2014-2015, elle évoluera également à Metz en tant que membre de l'encadrement tout en continuant sa carrière de joueuse, à la demande de Jérémy Roussel, nouvel entraîneur du club,.
Elle continue d'occuper cette fonction auprès d'Emmanuel Mayonnade après le départ de Jérémy Roussel en novembre 2015. Associés sur le banc de Metz Handball, elle suit également Emmanuel Mayonnade quand celui-ci accepte en parallèle de prendre en charge la sélection des Pays-Bas à compter de février 2019,. Et pour leur première compétition, tous deux conduisent les Hollandaises à leur premier titre de championne du monde

## Palmarès de joueuse

### En sélection
Jeux olympiques
- médaille d'argent aux Jeux olympiques 2008

championnat du monde
- médaille d'or au championnat du monde 2009
- médaille d'or au championnat du monde 2007

championnat d'Europe
- médaille d'argent au championnat d'Europe 2006

autres
- vainqueur du championnat du monde junior en 2005

### En club
compétitions internationales
- vainqueur de la Ligue des champions en 2008 (avec Zvezda Zvenigorod)
- vainqueur de la coupe EHF en 2007 (avec Zvezda Zvenigorod)
- vainqueur de la supercoupe d'Europe en 2008 (avec Zvezda Zvenigorod)
- finaliste de la coupe EHF en 2013 (avec Metz Handball)

compétitions nationales
- championne de Russie en 2007 (avec Zvezda Zvenigorod)
- vice-championne de Russie en 2008, 2009 et 2010 (avec Zvezda Zvenigorod)
- championne de France en 2013 et 2014 (avec Metz Handball)
- vainqueur de la coupe de France en 2013[9] (avec Metz Handball)
- vainqueur de la coupe de la Ligue en 2014 (avec Metz Handball)

## Palmarès d'entraîneur

### En sélection
championnat du monde
- médaille d'or au championnat du monde 2019

### En club
compétitions internationales
- demi-finaliste de la Ligue des champions en  2019, 2022, 2024 et 2025

compétitions nationales
- vainqueur du championne de France en 2016, 2017, 2018, 2019, 2022, 2023, 2024 et 2025
- vainqueur de la Coupe de France en 2015, 2017, 2019, 2022, 2023, 2024 et 2025